# Łeonid Czernowecki
Łeonid Mychajłowycz Czernowecki, ukr. Леонід Михайлович Черновецький (ur. 25 listopada 1951 w Charkowie) – ukraiński polityk i przedsiębiorca, od 2006 do 2012 mer Kijowa, z wykształcenia prawnik.

## Życiorys
Absolwent Charkowskiego Instytutu Prawa (1977). Pracował początkowo w kijowskiej prokuraturze. Na początku lat 90. założył grupę Praweks, obejmującą m.in. PraweksBank, jeden z największych banków na Ukrainie. Łeonid Czernowiecki znalazł się na liście stu najbogatszych Ukraińców – w 2014 „Forbes” umieścił go na 11. miejscu z szacowaną wartością aktywów na poziomie 675 milionów USD.
W 1996, 1998 i 2002 był wybierany na deputowanego Rady Najwyższej, startując jako kandydat niezależny. W 2001 został przewodniczącym kijowskiego związku bankowców. W 2004 stanął na czele niewielkiej Chrześcijańsko-Liberalnej Partii Ukrainy. W tym samym roku przystąpił do parlamentarnej frakcji Bloku Nasza Ukraina. Łeonid Czernowiecki wystartował w wyborach prezydenckich w 2004, uzyskując w pierwszej turze około 0,5% głosów (9. miejsce z 24 kandydatów). Był uznawany za tzw. kandydata technicznego ze strony Wiktora Juszczenki, którego start miał umożliwić wprowadzenie większej liczby osób do komisji wyborczych. Po pierwszej turze wyborów ChLPU podpisała porozumienie z koalicją partii i bloków popierających Wiktora Juszczenkę.
W wyborach parlamentarnych w 2006 Łeonid Czernowiecki znalazł się na wysokim miejscu listy Bloku Nasza Ukraina. Jednocześnie jego partia formalnie wystartowała w ramach innej listy (Bloku NDP). Sam deputowany jako niezależny wziął nadto udział w wyborach na mera Kijowa. Wynik 32% pozwolił mu objąć to stanowisko i pokonać Witalija Kłyczkę oraz dotychczasowego mera Ołeksandra Omelczenkę (jednocześnie formalnego kandydata Naszej Ukrainy na ten urząd). Czołówka listy wyborczej do rady miejskiej została obsadzona w znacznej mierze kandydatami z rodziny Łeonida Czernowieckiego oraz osobami związanymi z jego licznymi przedsięwzięciami biznesowymi.
W trakcie urzędowania wzbudzał pewne kontrowersje, m.in. wynikające ze sponsorowania protestanckiego kościoła Ambasada Boża, założonego przez nigeryjskiego pastora Sundaya Adelaja. Część ukraińskich polityków (m.in. związanych z Julią Tymoszenko) dążyła do jego odwołania.
W przedterminowych wyborach na urząd mera Kijowa w maju 2008 Łeonid Czernowecki skutecznie ubiegał się o wybór, pokonując kandydatów wspieranych przez ugrupowania parlamentarne. Zakończył urzędowanie w 2012. W latach 2006–2010 kierował jednocześnie Kijowską Miejską Administracją Państwową.